# Feng huo lun

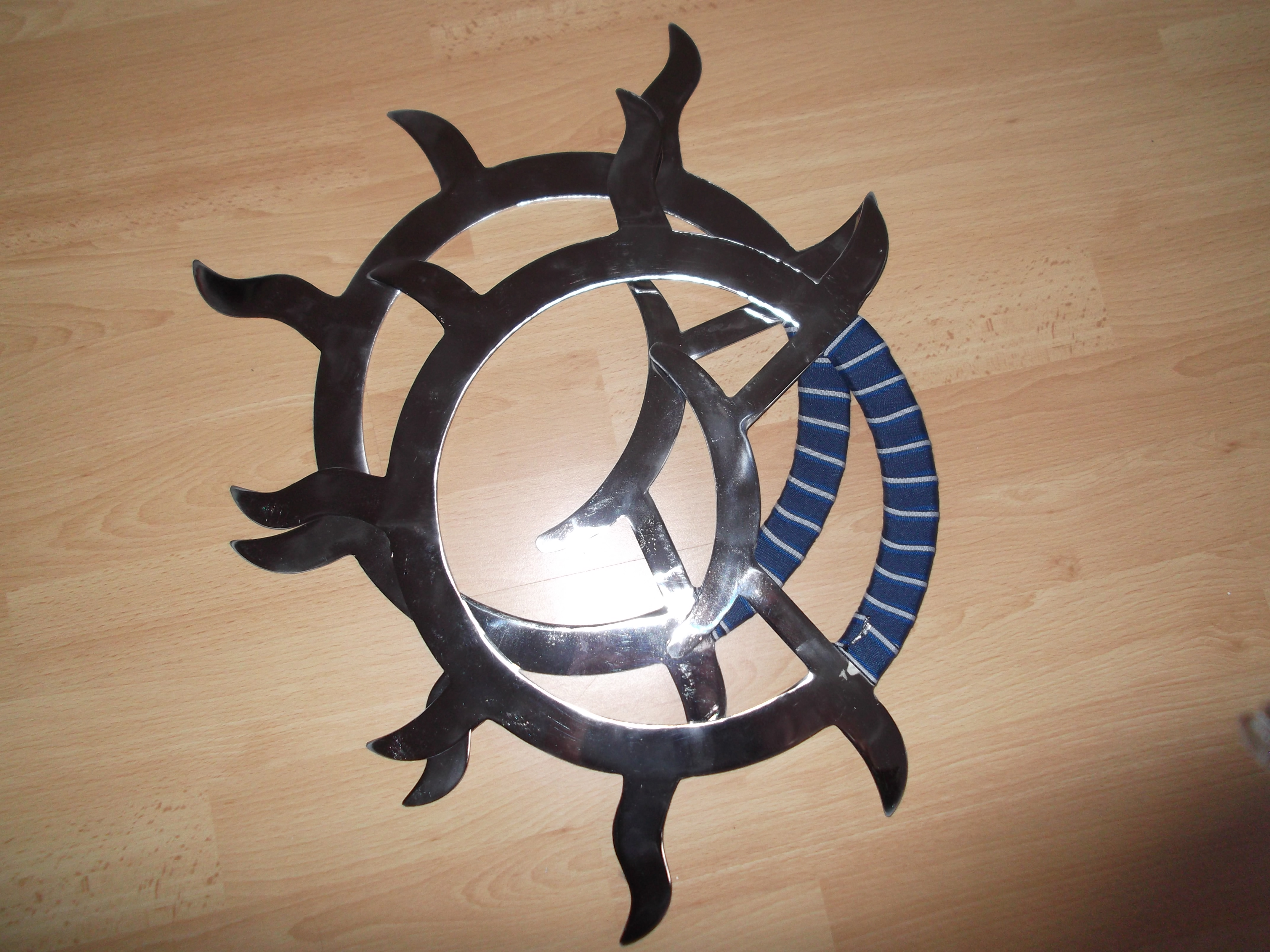
Un par de feng huo lun.

Las feng huo lun (en chino tradicional, 風火輪; en chino simplificado, 风火轮; pinyin, feng huo lun), conocidas popularmente como ruedas de viento y fuego, son armas blancas propias de las artes marciales de China, especialmente usadas del baguazhang y el taijiquan. Se componen de una rueda de metal plano de aproximadamente 40 centímetros de diámetro, provistas de empuñaduras en su interior y de cuchillas y bordes filosos en su exterior. Con una en cada mano, el usuario puede atacar, bloquear o desarmar a un oponente.
En la historia mitológica Fengshen Yanyi, el Inmortal Taiyi da a Nezha un par de estas armas, que además podían servir como vehículo mágico.